# Wola (Budry)
Wola [ˈvɔla] (deutsch Freyhof) ist ein Ort in der polnischen Woiwodschaft Ermland-Masuren und gehört zur Landgemeinde Budry (Buddern) im Powiat Węgorzewski (Kreis Angerburg).

## Geographische Lage
Wola liegt im Nordosten der Woiwodschaft Ermland-Masuren, sechs Kilometer nordöstlich der Kreisstadt Węgorzewo (Angerburg).

## Geschichte
Der kleine bis 1945 Freyhof genannte Gutsort hieß noch bis zum 4. Dezember 1920 Freyberg. Es handelte sich um einen Wohnplatz in der Gemeinde Wenzken (polnisch Więcki) im gleichnamigen Amtsbezirk, der bis 1945 zum Kreis Angerburg im Regierungsbezirk Gumbinnen der preußischen Provinz Ostpreußen gehörte.
Im Jahre 1945 kam Freyhof in Kriegsfolge mit dem gesamten südlichen Ostpreußen zu Polen und erhielt die polnische Bezeichnung „Wola“. Heute ist es eine kleine Ortschaft im Verbund der Landgemeinde Budry (Buddern) im Powiat Węgorzewski, vor 1998 der Woiwodschaft Suwałki, seither der Woiwodschaft Ermland-Masuren zugehörig.

## Kirche
Bis 1945 war Freyhof in die evangelische Kirche Buddern in der Kirchenprovinz Ostpreußen der Kirche der Altpreußischen Union sowie in die katholische Kirche Zum Guten Hirten in Angerburg im Bistum Ermland eingepfarrt. Heute gehört Wola zur katholischen Pfarrei Budry im Bistum Ełk (Lyck) der Römisch-katholischen Kirche in Polen und zur evangelischen Kirchengemeinde in Węgorzewo (Angerburg), einer Filialgemeinde der Pfarrei Giżycko (Lötzen) in der Diözese Masuren der Evangelisch-Augsburgischen Kirche in Polen.

## Verkehr
Wola liegt östlich der polnischen Woiwodschaftsstraße DW 650, der einstigen deutschen Reichsstraße 136, und ist von ihr aus sowohl über Węgorzewo (Angerburg) als auch über Droglewo (Karlshof) zu erreichen. Eine Bahnanbindung besteht nicht mehr, seit die nördlich am Ort vorbeiführende Bahnstrecke Rastenburg–Angerburg kriegsbedingt nicht mehr betrieben werden kann.